# Armeense wijk (Jeruzalem)
De Armeense wijk (Armeens: Երուսաղեմի հայկական թաղամաս, Yerusaghemi haykakan t'aghamas, Hebreeuws: הרובע הארמני, Arabisch: حارة الأرمن) is een van de vier traditionele wijken van de Oude Stad van Jeruzalem. De andere drie zijn: de Joodse wijk, de Islamitische wijk en de Christelijke wijk. De Armeense wijk is de kleinste van de vier, met het kleinste aantal inwoners; in 2015 woonden er 2260 Armeniërs in Jeruzalem, de meesten van hen in en rond het Armeense patriarchaat van Jeruzalem bij de Sint-Jacobuskathedraal, rondom het Sint-Jacobsklooster, dat het grootste deel van de Armeense wijk beslaat. Een van de belangrijkste redenen voor het bestaan van een Armeense wijk is de religie en etniciteit van de Armeniërs. Armeniërs zijn, in tegenstelling tot de meerderheid van de christenen in Israël, geen Arabieren. Door huwelijken binnen de gemeenschap zijn zij een homogene groep gebleven en bleef in de loop der jaren hun cultuur bewaard.

## Geschiedenis

### Voorgeschiedenis

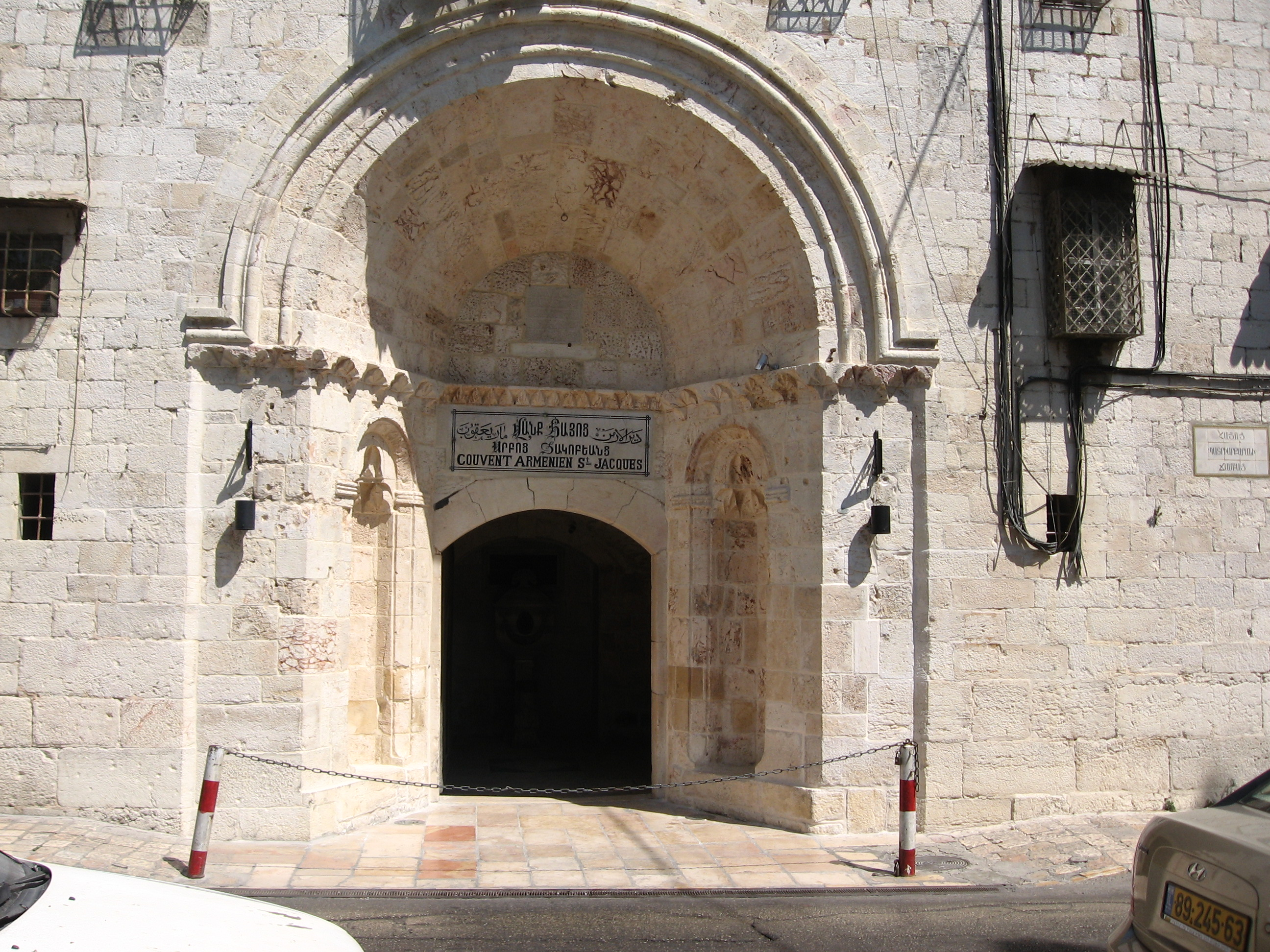
De ingang van de St. Jacobuskathedraal

Armeniërs bewoonden gedurende meer dan vierduizend jaar delen van het moderne Turkije, Iran en de Kaukasus. De eerst bekende vermelding van Armeniërs die in de buurt van Jeruzalem kwamen, stamt uit 95 v.Chr. onder koning Tigranes II van Armenië. De Armeense legers trokken naar verschillende steden in Judea, voordat zij Israël verlieten. In die tijd kunnen Joden handelsbetrekkingen met Armenië aangegaan zijn en zich in dat verre land zijn gaan vestigen, terwijl tegelijkertijd Armeniërs bekend raakten met de landen rondom Jeruzalem en met Israël gehandeld hebben. Na de verwoesting van Jeruzalem in het jaar 70 haalden de Romeinen Armeense handelaren, ambachtslieden, legionairs en ambtenaren naar Rome. Juist toen kwamen Judas Thaddeus en Bartholomeus, beiden christelijke apostelen, aan in Armenië om te prediken voor de Armeniërs en de kleine Joodse gemeenschap daar. Als gevolg daarvan verspreidde het christendom zich onder de hogere klassen van de Armeense adel. In ca. 301-14 werd Armenië uitgeroepen tot een "christelijke staat" door Koning Trdat III, historisch gezien het eerste christelijke land. Men vermoedt dat in deze periode Armeense pelgrims op bedevaart naar Jeruzalem gingen. Armeense overlevering vertelt ook dat toen al een kleine "bovenkamer" van een huis op de berg Zion als kerk werd gebruikt. Vandaar dat Armenen aanspraak maakten op een wijk in de buurt van de berg Sion, waar later de St. Jacobuskathedraal zou worden gebouwd.
Het Edict van Milaan in 313 maakte het christendom tot een geaccepteerde religie in het Romeinse Rijk. Van toen af aan werd het gemakkelijker voor Armeense christenen om zich in Jeruzalem te vestigen en daar huizen te bouwen. Helena van Constantinopel, de moeder van keizer Constantijn de Grote, kwam naar het Heilige Land in 326 en begon met het opgraven van heilige plaatsen, waaronder Golgotha, de Geboortekerk in Bethlehem en de geboorteplaats van Maria de moeder van Jezus. In die tijd is ook de Heilig Grafkerk gebouwd. Van de vierde tot de achtste eeuw bouwden Armeniërs maar liefst zeventig kloosters in het Heilige Land, maar het is een open vraag hoeveel daarvan in Jeruzalem stonden. Vanaf ongeveer de zesde eeuw waren er Armeense bisschoppen in Jeruzalem gezeteld, rond wat zij "de berg Sion" noemden, wat aangeeft dat er een aanzienlijke Armeense gemeenschap bestond, die permanent gevestigd was in een bepaald gebied.
De uitvinding van het Armeense alfabet in 405 maakte het de Armeense gemeenschap mogelijk verslagen in hun moedertaal bij te houden. Dit alfabet heeft ertoe bijgedragen de meer dan vierduizend oude manuscripten voort te brengen die door de Armeniërs bewaard worden in de Sint-Toroskerk naast de Sint-Jacobuskathedraal. In de negentiende eeuw, toen grond werd opgebroken voor het Russische klooster op de Olijfberg, werden zes mozaïekvloeren blootgelegd, waarop Armeens schrift stond, nogmaals getuigend van de aanwezigheid van Armeniërs in en rond Jeruzalem in die periode. Een soortgelijk mozaïek werd ontdekt in de wijk Musrara (op 200 meter van de Damascuspoort), dat in 1912 werd gekocht door het Armeense patriarchaat.
Het ontstaan van een afzonderlijke Armeense Kerk ligt iets ingewikkelder. Op het moment dat Armenië zich bekeerde tot het christendom, was er slechts één kerk. Maar in het jaar 431 veroorzaakte het Derde Oecumenische Concilie in Efeze een splitsing van de kerk in Nestorianen (de huidige Kerk van het Oosten) en de rest van het christendom. In 451 met het Vierde Oecumenische Concilie splitste het christendom zich opnieuw, nu in monofysieten en duofysitieten. De Armeniërs traden toe tot de Koptische, Ethiopische en Syrische kerken in de monofysitische stroming, terwijl de Byzantijnse Orthodoxe Kerk het duofysitisme aanhing. Het zou duren tot 1054 voor het schisma tussen de Rooms-Katholieke Kerk en de oosters orthodoxe kerken, en vervolgens tot de Reformatie in de zestiende eeuw, voor de laatste afsplitsing van de Rooms-Katholieke Kerk, voordat men alle groeperingen kan zien die vandaag bestaan in de oude stad.

### Late oudheid en middeleeuwen
De Byzantijnse keizer Justinianus (527-565) vervolgde de monofysitische kerken, en de Armeniërs werden de spreekbuis van de Syrische, Koptische en Ethiopische kerken, een leidende rol die het Armeense Patriarchaat van Jeruzalem nog steeds op zich neemt. Vanaf 451 was de Armeense kerk gescheiden van de andere christelijke kerken in Jeruzalem, wat grote gevolgen zou hebben in de daaropvolgende strijd met medechristenen tijdens de Kruistochten en de Ottomaanse tijd.
De verovering en plundering van Jeruzalem door de Perzen in 614 en de daaropvolgende islamitische verovering in 638 betekende voor de Armeniërs, die overheerst werden door de Byzantijnen, een mogelijkheid om hun kerk, die in beslag was genomen door Justinianus en waarvan het hun verboden was erbinnen te gaan, terug te krijgen. De Armeniërs waren nu onderworpen aan hun Moslimheersers. Zij betaalden een speciale belasting (hoofdgeld), de jizya, en mochten geen nieuwe christelijke gebouwen oprichten. De Armeniërs leefden onder verschillende islamitische dynastieën tussen 638 en de komst van de kruisvaarders in 1099. De Omajjaden, uit Damascus, werden gevolgd door een soepele overgang naar de Abbasiden (750-1258), uit Bagdad, en de daaropvolgende meer destructieve en intolerante heerschappij van de Fatimiden in 969, en ten slotte de Seltsjoeken, die de stad in 1071 plunderden.

### De periode van de kruistochten
In 1009 sloopte de Fatimidische kalief Al-Hakim bi-Amr Allah de Heilig Grafkerk, een daad die mede aanzette tot de kruistochten. Hoewel de kruisvaarders bij hun komst in het Heilige Land hun geloofsgenoten niet wilden verdrijven, hadden zij het mandaat dat Jeruzalem rooms zou zijn. De Armeniërs hadden in die tijd een groot deel van de grond in de huidige Armeense wijk verworven en in 1165 was de bouw voltooid van de St. Jacobuskathedraal die het belangrijkste gebouw van de wijk werd en dat vandaag de dag nog steeds is. Ongeveer in diezelfde tijd kreeg de Heilig Grafkerk zijn huidige vorm.
In de Armeense wijk waren ook woningen en een christelijke heilige plaats: de gevangenis van Jezus. Alleen het zuidelijk deel van het gebied dat tegenwoordig als de Armeense wijk geldt, werd toen daadwerkelijk bewoond door Armeniërs. Gedurende deze tijd werd de wijk gedomineerd door niet-Armeense kerken, zoals de St. Thomaskerk in het zuidelijke deel van de wijk, een Griekse kerk in het noordelijke deel de kerk van St. Jacobus Intercisus in het uiterste noorden in de buurt van de Davidsstraat en de St. Marcuskerk grenzend aan de hedendaagse joodse wijk. Dat de enige kerk die nog in handen is van dezelfde eigenaren als toen, het complex van de Sint-Jacobuskathedraal is, toont wel de standvastigheid van de Armeense gemeenschap. De meeste andere kerken uit de periode van de kruistochten zijn moskeeën of huizen geworden, of in handen gekomen van andere christelijke ordes. Ook in die tijd kwamen de Armeniërs voor korte tijd in het bezit van de Geboortekerk in Bethlehem, waaraan nog de naam van de patriarch Abraham IV (1205-1218) herinnert die in de voordeur van de kerk gesneden is.
Opgemerkt moet worden dat de Armeniërs bewezen meer welkom in Jeruzalem te zijn door niet als strijdende partij deel te nemen in de oorlogen tegen de islamitische krachten van die dagen. De kruistochten waren een rooms-katholieke aangelegenheid geweest. Ook de voortdurende oorlog tegen de macht van het orthodoxe Byzantium en hun opvolgers, de Russisch-orthodoxen, maakte de moslims achterdochtig omtrent de katholieke en orthodoxe belangen in Jeruzalem. Armenië was echter allang niet meer onafhankelijk, en hoewel meer dan een miljoen Armeniërs in het oosten van Klein-Azië (het huidige Turkije) woonden, vormden zij geen politieke of militaire dreiging voor de islamitische mammelukken of Ottomanen.
Het bevel van onze meester Sultan Jaqmaq [is gegeven], dat bepaalt dat de belastingen [ahdaiha] die onlangs geheven zijn door de stadsgouverneur betreffende de betaling door het Armeense gebied [dayr alarmani], worden geannuleerd, (.. ( ? ). ) en gevraagd wordt deze annulering in de geëerde boeken wordt opgenomen in het jaar 854 van de Hijra (1451 CE). Iedereen die de betaling vernieuwt of weer belasting neemt of afpersing is vervloekt, zoon van de verdoemden, en de vloek van Allah zal met hem zijn.
In de jaren 1380 bouwde patriarch Krikor IV een eetzaal voor priesters, tegenover de St. Jacobuskathedraal. Rond 1415 werd de olijftuin bij de hof van Gethsemane gekocht. Niet alles werd echter bereikt; in 1439 werden de Armeniërs verwijderd uit de Golgothakapel, maar de patriarch Mardiros I (1412-1450) kocht het tegenoverliggende grondstuk en noemde het "het tweede Golgotha", dat tot heden in het bezit is gebleven van het Patriarchaat. In dezelfde periode, in 1311, werd de eerste Armeense patriarch benoemd. Dit Patriarchaat versterkte de andere Armeense patriarchaten in Armenië, en vormt samen met de twee Hoge Patriarchaten (een voor Libanon / Cyprus / Syrië en een voor Armenië/Jeruzalem en elders) de hoogste ambten in de kerk.

### Het Ottomaanse tijdperk

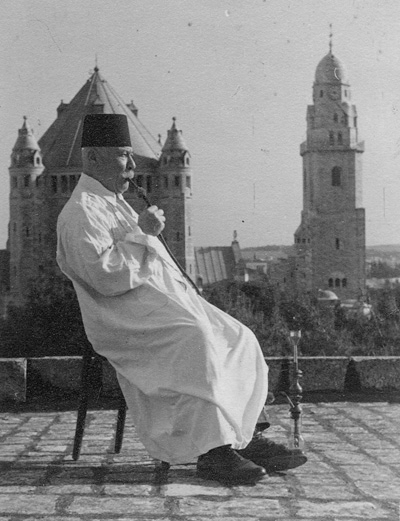
Armeense priester in Jeruzalem, ca. 1900

Onder de Ottomanen zou Jeruzalem een kosmopolitische stad worden waar religieuze tolerantie heerste en een redelijke Ottomaanse overheid functioneerde bij het beslechten van religieuze verschillen tussen de rivaliserende christelijke kerken en tussen rivaliserende religies.
Het belangrijkste aspect in deze tijd was de toename van de Armeense bevolking in hun wijk, en de strijd om de controle over de heilige plaatsen. De Ottomaanse fiscale administratie (Jizya) voor 1562 en 1690 is zeer nauwkeurig, omdat ze daadwerkelijk is bijgewerkt in die jaren en een beeld geeft van de werkelijke bevolking in Jeruzalem. Verder werk is aan de administratie gedaan, omdat ze oorspronkelijk alleen de aantallen niet-islamitische volwassen mannen bevatte die niet als volledig 'religieuze' mensen waren geregistreerd, dat wil zeggen als monnik of als priester. In het verslag van 1562-1563 worden slechts 189 Armeniërs geteld, terwijl er 640 geteld werden in 1690, een stijging van 239%. Sommigen hebben deze toename toegeschreven aan een proces van verstedelijking die de Armeniërs en andere christenen ondergingen. De Armeniërs maakten dus in 1690 22,9% uit van Jeruzalems christenen, en was daarmee de op een na grootste christelijke gemeenschap.
Buiten de Armeense wijk en de naburige woonwijk en de imposante Sint-Jacobukathedraal, streden de Armeniërs voor de controle over de Heilig Grafkerk. De Armeniërs worden beschreven als de "tweede belangrijkste aandeelhouder " van de kerk, op de Grieks-Orthodoxe Kerk na die de belangrijkste was. De Armeniërs beheerden de Kapel van Afscheid van het Kleed, de Kapel van Sint-Helena, de kapel van St. John en de kapel van de drie Maria's, evenals de tweede verdieping boven de hoofdingang. De kerk zelf was toen verdeeld tussen de Grieks-orthodoxe, de Armeense en de Franciscaanse (katholieke) denominaties.
Naar aanleiding van de Vrede van Karlowitz in 1699 "begon de zaak van de Heilige plaatsen te veranderen van een intern Ottomaanse probleem naar een externe diplomatieke zaak." Terwijl de meeste andere kerken naties als beschermheer hadden, zoals Frankrijk voor de katholieken en Rusland voor de Russisch-orthodoxen, stond de Armeense gemeenschap er alleen voor. Het daaropvolgende verval in deze periode van de Koptische en Ethiopische bezittingen in de stad maakten ook deel uit van de gebeurtenissen die de monofysitische kerken van een krachtige staat als beschermheer beroofden.
Ondanks de tegenslagen waren de Armeniërs zeer gehecht aan hun wijk. De manier waarop men omging met christenen in Jeruzalem was niet altijd goed en niet altijd respectvol. Er waren veel klachten rond de "controles" waarbij individuen die ogenschijnlijk Ottomaanse ambtenaren waren, in de Heilige plaatsen konden komen, in het bijzonder het Heilig Graf, en zeggen: "U hebt iets toegevoegd aan uw kerken en kloosters. In deze (plaatsen) of eraan grenzend zijn moskeeën. Betaal ons daarom grote sommen geld, of anders zullen we inspecties uitvoeren en u rapporteren. "
Dit waren geen loze bedreigingen, want verschillende kerken en synagogen werden in beslag genomen, nadat delen ervan waren ingestort of beschadigd, en de massa's zouden herrieschoppen en beweren dat de niet-moslims "nieuwe" plaatsen aan het bouwen waren. Het was ook gebruikelijk voor moslims Heilige plaatsen in de buurt van niet-islamitische gebouwen te zoeken en zo dicht mogelijk erbij moskeeën te bouwen. Later konden de moslims eenvoudig beweren dat de Kerk te dicht bij de moskee kwam. Hoewel de Armeense kerkbezittingen onder deze afbraak geleden kunnen hebben, bleef de Armeense wijk toch grotendeels onaangetast door de marginalisering van het niet-islamitische Jeruzalem. Terwijl de Geboortekerk toentertijd gedwongen werd om moslimreizigers te herbergen, konden de Armeniërs zich terugtrekken binnen de grenzen van hun wijk.
Het Armeense Patriarchaat zelf werd in die tijd gepolitiseerd door de onenigheid binnen de Armeense kerk. Het volstaat te zeggen dat het Patriarchaat, vanwege de nabijheid van de Heilige plaatsen en de afzondering van de belangrijkste Armeense bevolking, een belangrijke rol speelde in het schisma dat de Armeense leiders in Constantinopel en Edzjmiatsin (zetel van de Armeense kerk) begon te beïnvloeden. Het is betekenisvol dat bisschop Eghiazar de positie innam van patriarch en zich in 1664 verklaarde tot 'Catholicos' van de Armeense kerk. Door deze onenigheid binnen de kerkelijke hiërarchie kon de kerk minder tijd besteden aan soortgelijke meningsverschillen met de Grieks-orthodoxen en de Heilige plaatsen.

### Strijd om de heilige plaatsen
De strijd om de heilige plaatsen had weinig effect op de gebouwen zelf, behalve dat alle kerken uiteindelijk ermee instemden de kosten van renovaties te delen. Toch voerden de Armeniërs en de Grieks-orthodoxen in de 17e eeuw een juridische strijd uit in de Ottomaanse rechtbanken voor de controle over erediensten in en eigendom van de Heilig Grafkerk en de Geboortekerk. Het belangrijkste resultaat hiervan was dat de Armeense kerk elke kans verloor omde voormalige Ethiopische bezittingen bij het Heilig Graf in handen te krijgen, daaronder het St. Abrahamklooster, de Kapel van Bespotting en de Kapel van Christus' Gevangenis. Compromissen die tegenwoordig alles van gebedstijden tot aan renovatiekosten regelen, dateren uit het midden van de zeventiende eeuw, toen de Ottomaanse rechtbanken hun uiterste best deden om de conflicten tussen de Grieks-orthodoxen, de Armeniërs en de Franciscanen over wie welke aspecten van de Heilige plaatsen zou beheren, op te lossen.
Naarmate de tijd vorderde en het Ottomaanse Rijk verzwakte, bleven de problemen waarmee de Armeniërs van Jeruzalem geconfronteerd werden, grotendeels ongewijzigd. Een van hun bezwaren betrof de pelgrims die Jeruzalem bezochten. Dezelfde waqf die vandaag de islamitische heilige plaatsen beheert, had de leiding over het belasten van de christenen tijdens de Ottomaanse periode. Doordat de christelijke gebouwen niet konden worden uitgebreid, en door uitbuiting van de pelgrims door belastingambtenaren, daalden de aantallen bedevaarten. Met deze daling begonnen de Ottomanen en de waqf geld te verliezen. Als gevolg daarvan verklaarden de christenen dat in ruil voor het mogen wijzigen en vergroten van hun gebouwen, de pelgrims zouden worden gestimuleerd om terug te keren.
Zodoende mochten de Armeniërs in de zeventiende eeuw na veel pleiten het St. Jacobusklooster vergroten. Tegelijkertijd kocht de Armeense Patriarch Hovhannes VII een "groot perceel" van het land ten zuiden van de St. Jacobukathedraal, genaamd "Cham Tagh". Een interessant punt betreffende de Armeense woongebieden in hun wijk was dat bij het kopen van huizen deze traditioneel afgebroken werden en dan weer opgebouwd. Dit was vanwege een islamitische gewoonte dat een moslim een verkocht bezit binnen drie generaties mocht terugkopen.Zo hadden Armeniërs ontdekt dat een pand, gekocht in de zevende eeuw, in de achtste werd terugekocht door afstammelingen van de verkoper. Om deze traditie te omzeilen werd de oorspronkelijke woning gesloopt en vervangen, waarmee de aanspraak van de nakomelingen op de woning kwam te vervallen. Rond 1752 was Hakob Nalian bezig met de renovatie van de hele wijk, en in 1828 vonden verdere renovaties plaats na een aardbeving. In 1850 werd het seminariecomplex bij het zuideinde van het Sint-Jacobusklooster voltooid.
Een andere verandering in de wijk in deze periode betrof de muren van Suleiman de Grote, die in 1527 gereed waren. Deze muren gingen, samen met de door de Armeniërs gebouwde binnenmuren, de omtrek van de wijk bepalen. De Ottomaanse periode leidde tot wat bekendstaat als de "status quo voor Jeruzalem". Dit hield in dat de toenmalige status van de Heilige plaatsen aangehouden zou worden en erkend als permanent of althans als hoe het zou moeten zijn. De Tempelberg werd een islamitische heilige plaats, en de Heilig Grafkerk en diverse andere christelijke plaatsen werden erkend als behorend tot de christelijke wereld. Ondanks de ruzie over wie welke aspecten van deze plaatsen zou beheren, is de status quo grotendeels gehandhaafd vanaf de 17e eeuw tot heden. Hoewel beweringen dat de status quo werd geschonden, in 1929 tot hevige rellen leidden, is de status quo niet veranderd, en zijn de wijken en gebieden grote lijnen zo gebleven als ze binnen Suleiman muren waren.
In het begin van 1831 verwelkomden de 9.000 inwoners van Jeruzalem de komst van Mohammed Ali en zijn Egyptische leger. De Armeense gemeenschap, slonk, net als de rest van Jeruzalem, als gevolg van armoede en verwaarlozing door de, overigens ook gevierde, Ottomanen. Talrijke bronnen spreken van het individuele karakter van de Armeense wijk in deze periode, zijn "verschillende etniciteit met een eigen taal en cultuur, gericht op het behoud van de eigen identiteit en eenheid, het minimaliseren van de contacten met Arabieren en de Ottomaanse autoriteiten."

### Moderne tijd

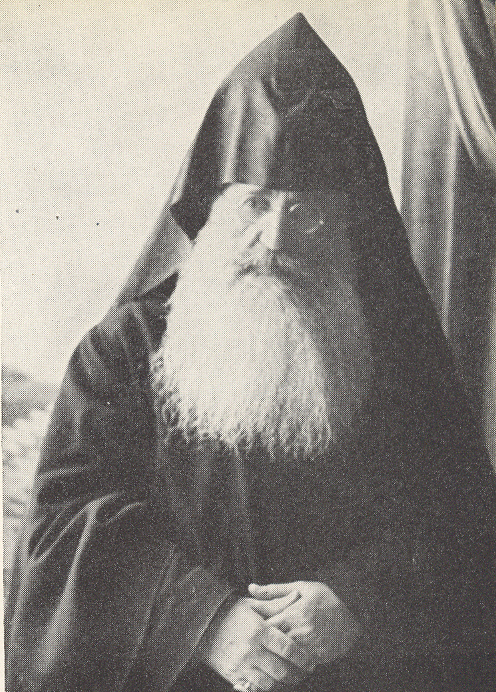
Patriarch Guregh Israelian van Jeruzalem, mei 1948

Terwijl de Armeense diaspora zich over heel Europa en Amerika uitbreidde, kwamen velen opnieuw tot rijkdom. Door hun status als ambachtslieden en handelaren en hun verspreiding konden ze uitblinken in de internationale handel en het bedrijfsleven. Zodoende kon de oliebaron Calouste Gulbenkian de Gulbenkian Bibliotheek in de Armeense wijk schenken, vandaag de dag met een van de grote collecties oude Armeense manuscripten, waaronder eindeloos veel kopieën van de verschillende firmans (Ottomaanse edicten die de wijk bescherming en rechten boden onder islamitische heerschappij). In 1833 vestigden de Armeniërs de eerste drukpers van de stad en openden in 1843 een theologisch seminarie. In 1866 kwam in Jeruzalem hun eerste krant uit en wijdden ze de eerste fotostudio in. In 1908 bouwde de Armeense gemeenschap twee grote gebouwen aan de noordwestkant van de Oude Stad langs de Jaffastraat. Armeniërs gingen ook dapper buiten de muren wonen, maar een jonge man richtte een klaagschrift tot de patriarch: "Het is onmogelijk voor mij om buiten de Oude Stad te wonen en mijn kinderen in de handen te laten van Turken, soldaten en andere vreemde lieden."
In 1905 vertegenwoordigen de Armeniërs ongeveer 2,7% van de christenen in Jeruzalem, ongeveer 840 personen. Met het uitbreken van de Eerste Wereldoorlog zagen de Armeniërs zich afgesneden van hun bronnen van steun onder de westerse mogendheden. In 1915 gaven de Jonge Turken, onder het voorwendsel dat de Armeniërs geheuld hadden met de Russen, het bevel aan de militairen de Armeniërs af te slachten of te verdrijven uit het Ottomaanse Rijk. Sommige van de mensen die het overleefden, vestigden zich in Jeruzalem en andere steden van Palestina.

### Brits mandaat (1917-1948)
In december 1917 gaven zich de Turken het beheer van de stad over aan de Britten. De Britse autoriteiten, met hun jarenlange koloniale ervaring, waren er snel bij om de status quo te omarmen. De Britten keken naar de status quo van 1852 als richtlijn, en behielden de wijken van de Oude Stad, terwijl tegelijkertijd een groot bouwprogramma buiten de stadsmuren werd toegestaan.
Met de jaren 1920 had het meeste huizen van de Armeense wijk "zadeldaken van Europees type", in tegenstelling tot de voorkeur voor koepels in de islamitische wijk. De Britse autoriteiten hebben twee volkstellingen, een in 1922 en een andere in 1931, die respectievelijk 3210 en 3524 Armeniërs in Palestina telden. Armeense bronnen hebben echter hun aantallen gesteld op 15.000 - 20.000, getallen die door geleerden nauwkeuriger bevonden zijn dan de volkstellingen Er wordt ook opgemerkt dat niet-Armeniërs hun heil zochten in de bescherming van de ommuurde Armeense "compound". Hoewel allerlei gebeurtenissen in snel tempo plaatsvonden, veranderde de Armeense wijk in deze periode weinig. De vernietiging veroorzaakt door de Armeense genocide, liet het Patriarchaat financiële steun vinden, vooral in de rijke Amerikaanse diasporagemeenschap. Gedurende deze tijd werd de wijk gerenoveerd, maar de verschillende christelijke gemeenschappen konden niet tot overeenstemming komen over de renovaties in de Heilig Grafkerk.

### Arabisch-Israëlische Oorlog van 1948
In 1948 trokken de Britten zich terug uit Palestina, stemde de VN in Palestina op te delen, en riep Israël zijn onafhankelijkheid uit-. Onder de VN-resolutie was het plan van Jeruzalem een internationale stad te maken, maar de invasie van het Jordaans-Arabische Legioen maakte dit plan onmogelijk. De Armeniërs zetten een kleine militie in om hun wijk te beschermen en sloten hun poorten. Gevechten tussen de Arabieren en Israëli's resulteerde in een grote toestroom van Haifa en Jaffa Armeniërs, die onderdak bij de patriarchale complex gezocht.

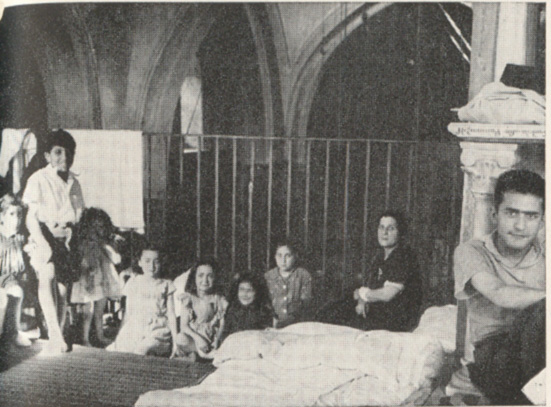
Armeense vluchtelingen uit West-Jeruzalem wonend in St Jacobus, mei 1948

Op 2 augustus 1948 richtten de Armeniërs een petitie tot Graaf Bernadotte om te helpen onderhandelen over de bescherming van de Heilige plaatsen; maar hij had niet veel tijd om te handelen aangezien hij in september van dat jaar werd vermoord door een splintergroep van Joodse militanten. De Armeense wijk werd meerdere keren getroffen in deze periode. De aantallen Armeniërs in Jeruzalem en in het Heilige Land in 1948 is discutabel. Een bron citeert een totale bevolking van "nooit meer dan " 10.000 en een totaal van 8000 in het gehele Britse mandaat.

### Jordaanse overheersing 1948-1967
In 1962 besloten de Armeniërs samen met de katholieken en orthodoxen de Heilig Grafkerk te renoveren. De werkzaamheden gaan voort tot vandaag de dag. Aangezien de Armeniërs nu gescheiden waren van hun bezittingen in Israël, ging de patriarch deze gebouwen verhuren aan de gemeente Jeruzalem en aan ontwikkelaars.

### Sinds 1967

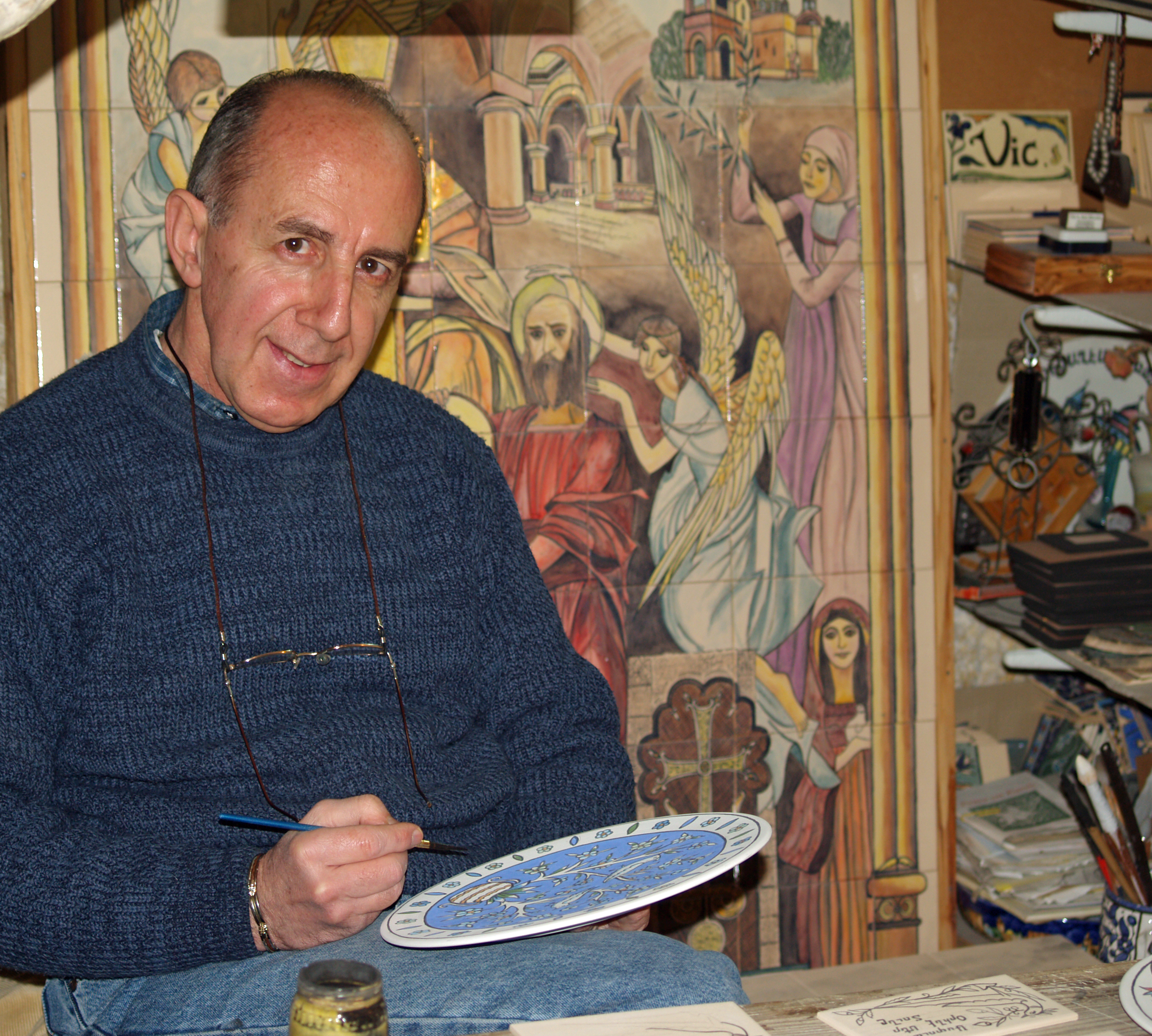
Een Armeense pottenbakker in de Oude Stad van Jeruzalem

De Zesdaagse Oorlog van 1967 wordt door sommige Armeniërs herdacht als een "wonder", omdat later twee niet-ontplofte bommen werden gevonden in het Armeense klooster. Hoewel harde statistieken ontbreken, vermoedt men dat vóór de oorlog van 1967 meer dan 20.000 Armeniërs in Israël en Jordanië woonden. Tegenwoordig wonen er meer dan 3.000 Armeniërs in Jeruzalem. De Armeense wijk is de thuisbasis van ruwweg 500 van hen, van wie sommigen tijdelijke inwoners zijn, die studeren aan het seminarie of dienstdoen in de kerk in verschillende functies. Het patriarchaat is eigenaar van de gehele wijk, evenals van andere bezittingen in West-Jeruzalem en elders. Financieel krijgt de wijk bijstand van de welvarende Armeense gemeenschappen in Amerika. In 1975 werd een seminarie in de wijk gerealiseerd.
Na de oorlog van 1967 gaf de Israëlische regering een vergoeding voor het herstel van kerken en Heilige plaatsen die beschadigd waren in de gevechten, ongeacht wie de schade had veroorzaakt. In 1980 woonden volgens een bron 1.500 Armeniërs in de stad Jeruzalem.
In 1987 meldde Naomi Herder dat "Armeense en Syrisch-orthodoxe geestelijken aanwezig zijn en zich correct gedragen, maar niet on speaking terms zijn." Zij meldde ook dat op dat moment slechts 14.000 christenen leefden in Jeruzalem.
Het Armeense Patriarchaat is nog steeds eigenaar van zijn "kostbare bezit in West-Jeruzalem en in het gebied ten westen van de oude stadsmuren", waarvan een groot deel wordt verhuurd aan de JNF of ontwikkelaars. Naderhand verkocht de Armeense aartsbisschop Shahe Ajamian, die nauwe betrekkingen met de Israëlische gemeenteambtenaren onderhield, de eigendommen ten westen van de oude stadsmuren aan de Israëlische regering om het huidige landschap mogelijk te maken. Een openbaar rel brak uit in 1981, toen de actie van het patriarchaat om Ajamian te vervangen, te maken kreeg met veel inmenging van de Israëlische regering. Later werd onthuld dat Ajamian, samen met de districtsgouverneur van Jeruzalem, "betrokken was bij het aannemen van steekpenningen, smokkel en het witwaspraktijken."

## Verder lezen
- Azarya, Victor. The Armenian Quarter of Jerusalem: Urban Life Behind Monastery Walls. Berkeley: University of California Press, 1984.
- Der Matossian, Bedross. "The Armenians of Palestine 1918-48." Journal of Palestine Studies. Vol. XLI, No. 1 (Autumn 2011), pp. 24–44.
- Hintlian, Kevork. History of The Armenians in The Holy Land. Jerusalem: St. James Press, 1976.
- Krikorian, Haig A. Lives and Times of the Armenian Patriarchs of Jerusalem: Chronological Succession of Tenures. Sherman Oaks, CA: H.A. Krikorian, 2009.
- Sanjian, Avedis. The Armenian Communities in Syria under Ottoman Dominion. Cambridge, MA: Harvard University Press, 1965.

## Bron
1. ↑  Table III/14, Population of Jerusalem, by Age, Quarter, Sub-Quarter and Statistical Area, 2015. Gearchiveerd op 28 oktober 2017.
2. ↑  "A Cloistered Community." Jerusalem Post, 30 maart 2001
3. ↑  Sanjian, Avedis (1965 ). De Armeense gemeenschappen in Syrië onder Ottomaanse Dominion. Cambridge, MA: Harvard University Press, pp 1-6
4. ↑  Sanjian. Armeense gemeenschappen in Syrië, pp 168-69
5. ↑  Geciteerd in Joseph Drory, "Jerusalem Tijdens de mammelukse Periode (1250 -1517)", in The Jerusalem Cathedra: Studies in de geschiedenis, archeologie, geografie en etnografie van het land Israël, ed. Lee I. Levine. Jeruzalem: Yad Izaak Ben- Zvi Instituut, 1981, p. 212.
6. ↑  Peri, Oded (2001).Christendom onder de islam in Jeruzalem: De zaak van de heilige plaatsen in de Vroege Ottomaanse Tijd (Ottomaanse Rijk en zijn erfgoed). Leiden : Brill, p. 37
7. ↑  Sanjian.  Armeense gemeenschappen in Syrië , pp 104-09.
8. ↑  Kark, Ruth en Michal Oren Nordheim (2001). Jeruzalem en omstreken: wijk, buurten, dorpen, 1800-1948. Detroit: Wayne State University Press, p. 45.
9. ↑  Rose, John H. Melkon ( 1993 ) Armeniërs van Jeruzalem. Herinneringen aan het leven in Palestina, Londen en New York:... Radcliffe Press, blz. 31
10. ↑  Hewsen, Robert H.. ( 2001 ). Armenië: Een Historische Atlas. Chicago: University of Chicago Press, p. 270.
11. 1 2  Der Matossian, Bedross. "De Armeniërs van Palestina 1918-1948." Journal of Palestine Studies . Vol. XLI, nr. 1 (najaar 2011 ), pp 24-44. Gearchiveerd op 6 juni 2021.
12. ↑  Hewsen. Armenië, p. 270.
13. ↑  Shepherd, Naomi (1987). Teddy Kolle: burgemeester van Jeruzalem. London: Weidenfeld and Nicolson, p. 6.
14. ↑  Dumper, Michael (1996). De politiek van Jeruzalem sinds 1967. New York: Columbia University Press, pp 189-90

- Dit artikel of een eerdere versie ervan is een (gedeeltelijke) vertaling van het artikel Armenian Quarter op de Engelstalige Wikipedia, dat onder de licentie Creative Commons Naamsvermelding/Gelijk delen valt. Zie de bewerkingsgeschiedenis aldaar.